# Agathe von Trapp
Agathe Johanna Erwina Gobertina von Trapp, född 12 mars 1913 i Pola i Istria i dåvarande Österrike-Ungern, Pula i Istra i nuvarande Kroatien, död 28 december 2010 i Towson, Maryland, var en österrikisk-amerikansk sångerska och författare. Hennes självbiografi Memories Before and After The Sound of Music utkom 2003. I boken redogör hon för den sanna historien bakom filmen Sound of Music.
Agathe von Trapp föddes i Istrien som näst äldsta barnet och äldsta dottern till marinofficeren Georg von Trapp. Hela den sjungande familjen von Trapp flydde nazismen och Österrike över gränsen till Italien; de anlände 1938 i USA.
Agathe von Trapp flyttade 1958 till Baltimore County och levde där ett stillsamt liv. Hennes sista bostad var i Brooklandville och hon avled på ett sjukhem i Towson. Dödsorsaken var  hjärtsvikt.